# Andrea Gill (artista)
Andrea Gill (nascida em 1948) é uma ceramista americana.
Gill nasceu em Newark, Nova Jersey. Ela estudou na Escola de Design de Rhode Island, onde obteve um diploma de BFA. Em 1976 obteve um diploma de MFA do Colégio de Cerâmica de Nova York da Universidade Alfred.
O seu trabalho encontra-se incluído nas colecções do Museu Smithsoniano de Arte Americana, e do Museu de Belas-Artes de Houston.